# Igreja de madeira de Borgund

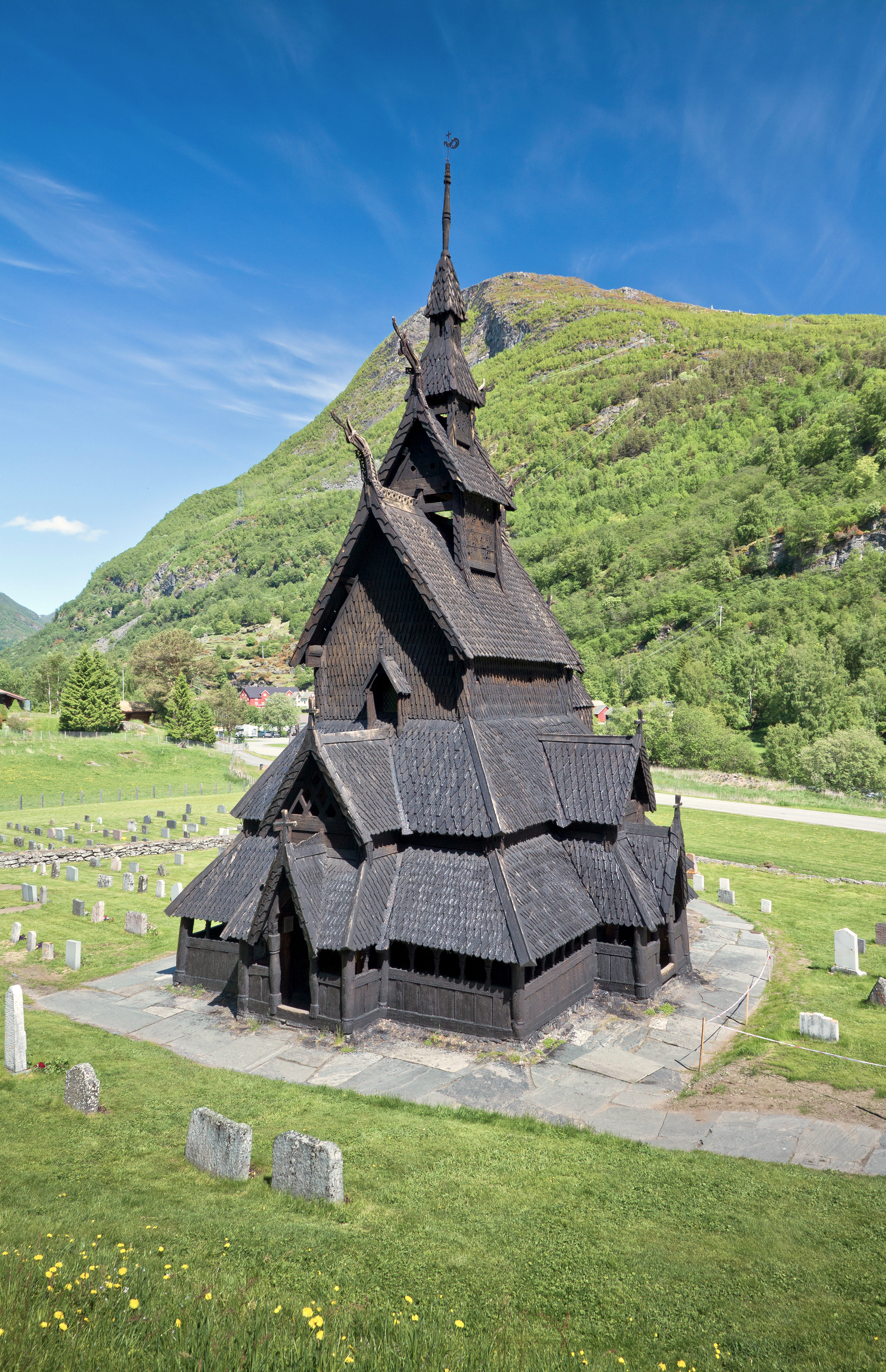
Igreja de Madeira de Borgund.

A Igreja de Madeira de Borgund (Bokmål: Borgund stavkirke, Nynorsk: Borgund stavkyrkje) é uma igreja Luterana de madeira em Borgund, Lærdal, Noruega. Está classificada como uma igreja de madeira de nave tripla no chamado estilo Sogn. É a melhor preservada das 28 igrejas de madeira na Noruega. Foi construída cerca de 1150, e desde então não passou por alterações de estrutura reconstruções significativas.
A Noruega se tornou cristã durante os séculos X e XI. A conversão do território ao cristianismo fez necessária a construção de igrejas onde a nova religião pudesse ser ministrada, dando início à construção de uma série de igrejas. Foi uma das poucas nações que se recusaram a construir suas igrejas em pedra preferindo construi-las em madeira.
Os país tinha uma longa tradição de construções de madeira, que foi transplantada, da construção de barcos e casas, para a construção de igrejas. Desse modo, as stavkirkes foram pelos feitas mesmos construtores dos barcos víquingues, apresentando técnicas de construção e uma estética semelhantes.